# Grammy Award alla miglior interpretazione strumentale
Il Grammy Award alla miglior interpretazione strumentale (Grammy Award for Best Instrumental Performance) è stato un premio dei Grammy Award conferito dalla National Academy of Recording Arts and Sciences dal 1964 al 1967.

## Vincitori e candidati

### Anni 1960
- 1965
  - Henry Mancini - The Pink Panther Theme
  - Hollyridge Strings condotto da Stu Phillips - The Beatles Song Book
  - Quincy Jones - Golden Boy (String Version)
  - Al Hirt - Cotton Candy
  - Peter Nero - As Long As He Needs Me
- 1966
  - Herb Alpert - A Taste of Honey
  - Neal Hefti - Girl Talk
  - Henry Mancini - The Great Race
  - Horst Jankowski - Walk in the Black Forest
  - Chet Atkins - Yakety Axe
- 1967
  - Herb Alpert feat. Miles Davis - What Now My Love
  - Neal Hefti - Batman Theme
  - Roger Williams - Born Free
  - Chet Atkins - Chet Atkins Picks on the Beatles
  - Maurice Jarre - Dr. Zhivago
- 1968
  - Chet Atkins - Chet Atkins Picks the Best
  - Herb Alpert & the Tijuana Brass - Casino Royale
  - Cannonball Adderley Quintet - Mercy, Mercy, Mercy
  - Lalo Schifrin - Mission: Impossible theme
  - Bob Crewe Generation - Music to Watch Girls By